# Bipiramidă triunghiulară
În geometrie bipiramida triunghiulară este un poliedru convex construit prin lipirea a două piramide triunghiulare pe una din fețele lor (care trebuie să fie congruente). Dacă fețele sunt regulate (piramidele lipite sunt tetraedre), este poliedrul Johnson (J12 ). Având 6 fețe, este un hexaedru. Este dualul prismei triunghiulare (care este un poliedru uniform).
Este prima din seria infinită de bipiramide tranzitive pe fețe. Chiar dacă are un singur tip de fețe, triunghiulare — deci este un deltaedru — chiar dacă fețele sunt regulate și congruente și este tranzitivă pe fețe, nu este un poliedru platonic deoarece în unele vârfuri se întâlnesc câte trei fețe, iar în altele câte patru.

## Mărimi asociate
Următoarele formule pentru înălțime h, arie A și volum sunt stabilite pentru lungimea laturilor tuturor poligoanelor (care sunt regulate) a:
{\displaystyle h={\frac {2{\sqrt {6}}}{3}}a\approx 1,632993\,a\,,}
{\displaystyle A={\frac {3{\sqrt {3}}}{2}}a^{2}\approx 2,598076\,a^{2},}
{\displaystyle V={\frac {\sqrt {2}}{6}}a^{3}\approx 0,235702\,a^{3}.}

## Poliedru dual
Poliedrul dual al bipiramidei triunghiulare este prisma triunghiulară, cu cinci fețe: două triunghiuri echilaterale paralele legate printr-un lanț de trei dreptunghiuri.
Deși prisma triunghiulară are o formă care este un poliedru uniform (cu fețe pătrate), dualul formei Johnson a bipiramidei are mai degrabă fețe dreptunghiulare decât pătrate și nu este uniformă.
| Dualul bipiramidei triunghiulare | Desfășurata dualului |
| -------------------------------- | -------------------- |
|                                  |                      |

## Poliedre și faguri înrudiți
Bipiramida triunghiulară, dt{2,3}, poate fi, succesiv, rectificată rdt{2,3}, trunchiată trdt{2,3} și alternată (snub) srdt{2,3}:

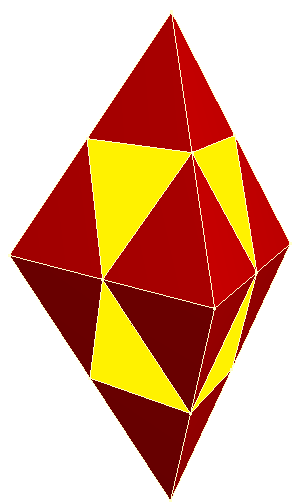
Augmentarea bipiramidei triunghiulare

Bipiramida triunghiulară poate fi construită prin augmentarea unor forme mai mici, în special două octaedre regulate cu 3 bipiramide triunghiulare adăugate în jurul laturilor și 1 tetraedru deasupra și dedesubt. Acest poliedru are 24 de fețe în formă de triunghi echilateral, dar nu este un poliedru Johnson deoarece are fețe coplanare. Este un deltaedru coplanar cu 24 de fețe triunghiulare. Acest poliedru există ca augmentare a celulelor într-un fagure cubic alternat girat. Poliedre triunghiulare mai mari pot fi generate în mod similar, plasând 9, 16 sau 25 de triunghiuri pe fața triunghiulară mai mare, văzută ca o secțiune a unei pavări triunghiulare.
Bipiramida triunghiulară poate tesela spațiul cu octaedre sau cu tetraedre trunchiate.
| | |
| Straturile uniforme de fagure cubic pe sfert pot fi deplasate pentru a împerechea celule tetraedrice regulate care s-au combinat în bipiramide triunghiulare | Fagurele tetraedric-octaedric girat are perechi de tetraedre regulate adiacente care pot fi văzute ca bipiramide triunghiulare. |

Când este proiectat pe o sferă, seamănă cu un compus dintr-un hosoedru trigonal și un diedru trigonal. Face parte dintr-o serie infinită de compuși de perechi duale de poliedre regulate proiectate pe sfere. Bipiramida triunghiulară poate fi denumită hexaedru deltoidal pentru coerența cu celelalte poliedre din serie, deși în acest caz deltoizii au triunghiuri în loc de romboedre, deoarece unghiul fețelor diedrice este de 180°.
| Simetrie *n32 [n,3] | Sferice    | Sferice    | Sferice    | Sferice    | Euclid.    | Hiperb. compacte | Hiperb. compacte | Paracomp.  |
| Simetrie *n32 [n,3] | *232 [2,3] | *332 [3,3] | *432 [4,3] | *532 [5,3] | *632 [6,3] | *732 [7,3]       | *832 [8,3]...    | *∞32 [∞,3] |
| ------------------- | ---------- | ---------- | ---------- | ---------- | ---------- | ---------------- | ---------------- | ---------- |
| Config. feței       | V3.4.2.4   | V3.4.3.4   | V3.4.4.4   | V3.4.5.4   | V3.4.6.4   | V3.4.7.4         | V3.4.8.4         | V3.4.∞.4   |

| Numele bipiramidei | Bipiramidă digonală | Bipiramidă triunghiulară (v. J12) | Bipiramidă tetragonală (v. O) | Bipiramidă pentagonală (v. J13) | Bipiramidă hexagonală | Bipiramidă heptagonală | Bipiramidă octogonală | Bipiramidă eneagonală | Bipiramidă decagonală | ...          | Bipiramidă apeirogonală |
| ------------------ | ------------------- | --------------------------------- | ----------------------------- | ------------------------------- | --------------------- | ---------------------- | --------------------- | --------------------- | --------------------- | ------------ | ----------------------- |
| Imagine            |                     |                                   |                               |                                 |                       |                        |                       |                       |                       | ...          |                         |
| Pavare sferică     |                     |                                   |                               |                                 |                       |                        |                       |                       |                       | Pavare plană |                         |
| Config. feței      | V2.4.4              | V3.4.4                            | V4.4.4                        | V5.4.4                          | V6.4.4                | V7.4.4                 | V8.4.4                | V9.4.4                | V10.4.4               | ...          | V∞.4.4                  |
| Diagramă Coxeter   |                     |                                   |                               |                                 |                       |                        |                       |                       |                       | ...          |                         |